# Atyella longirostris
Atyella longirostris е вид десетоного от семейство Atyidae.

## Разпространение
Този вид е разпространен в Замбия.